# 砂沢遺跡
座標: 北緯40度43分42.8秒 東経140度24分00.7秒 / 北緯40.728556度 東経140.400194度
砂沢遺跡（すなざわいせき）は、青森県弘前市三和にある弥生時代前期の本州最北端最古の水田跡遺跡。出土品は国の重要文化財に指定されている。

## 概要

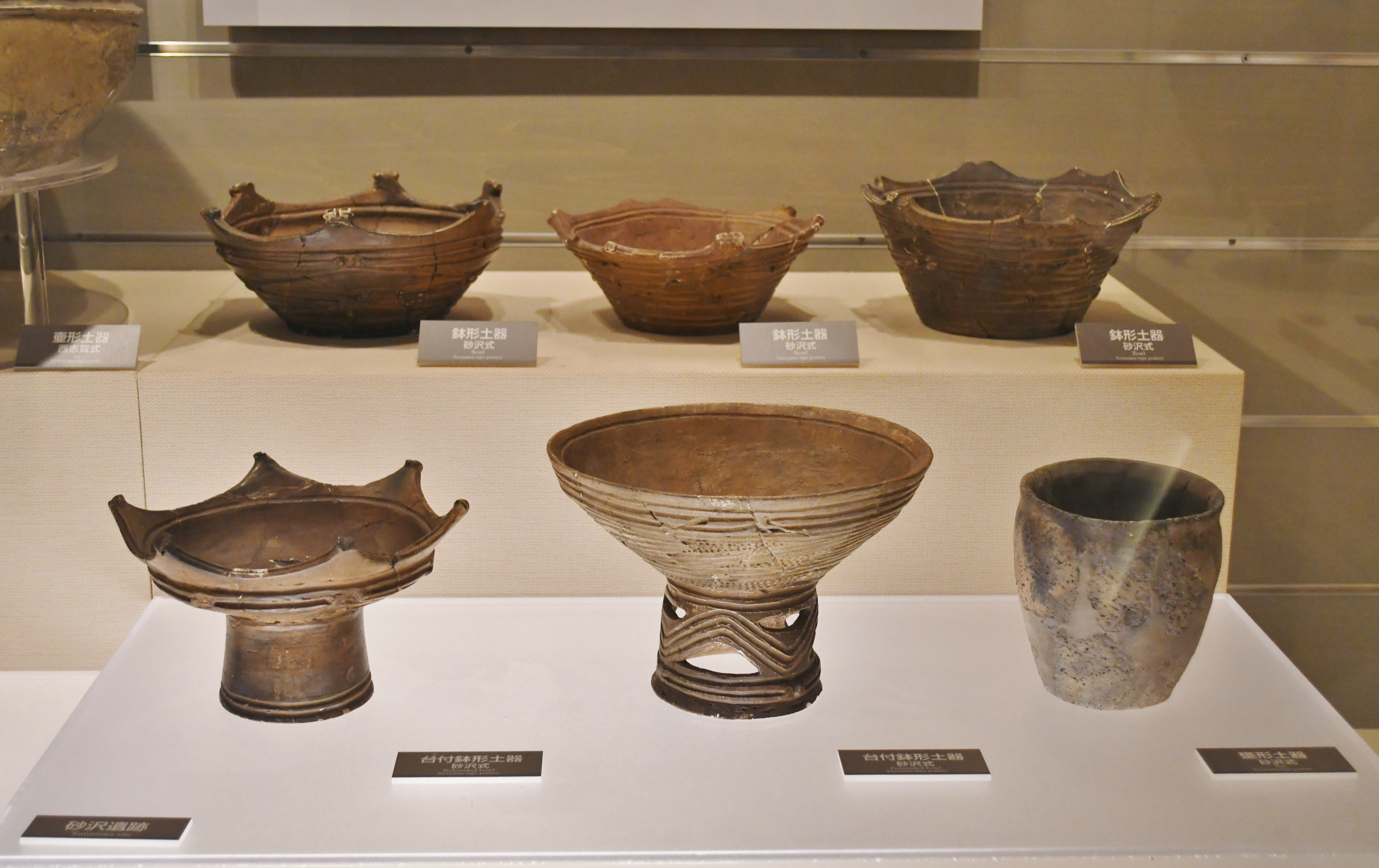
出土土器（砂沢式）明治大学博物館展示。

砂沢遺跡は、岩木山の北東麓に延びた丘陵の突端部、岩木川の左岸に位置し、現状は藩政時代の灌漑用の溜池の中に水没している。
1950年代の発掘で、縄文時代晩期終末の貴重な遺跡として認められ、「砂沢式土器」の名を産んだ。弘前市教育委員会は、1984年（昭和59年）から3カ年計画で発掘調査を行ったが、思いも寄らなかった弥生時代前期の水田遺構の発見の成果を踏まえて、調査を1年延長した。そして発見された水田跡はわずか6面であったが、調査範囲を拡げれば増加すると推定される。広さを推計するに75〜200平方メートル強である。
2000年代以降、国立歴史民俗博物館などによって発掘調査が進められているが、その過程で、縄文文化の象徴である土偶が見つかり、この遺跡の性格に、縄文文化の影響が強いことが確認された。
出土品は2000年（平成12年）12月4日に国の重要文化財に指定された。

## 文化財

### 重要文化財（国指定）
- 青森県砂沢遺跡出土品（考古資料） - 内訳は以下。弘前市立博物館保管。2000年（平成12年）12月4日指定[4]。
  - 土器・土製品 151点
  - 石器・石製品 79点
  - （附指定）炭化米 5粒